# Route nationale 2043
Die N2043 ist eine französische Nationalstraße, mit der zwischen 1973 und 2006 mehrere Ortsdurchfahrten in der Région Grand Est beschildert waren. Die Route nationale 43 war jeweils zu Umgehungsstraßen umgebaut worden.
Der erste, ca. 6 Kilometer lange Abschnitt, betraf eine Strecke in der Stadt Sedan. Dieser begann westlich der Stadt an der Anschlussstelle der Autoroute A 34, die hier in die Route nationale 1043 übergeht. Der Streckenverlauf entlang der Avenue de la Marne bog im Stadtgebiet nach Süden in die Avenue Pasteur ab, um dann die Maas zu queren und im Stadtzentrum der Avenue Charles de Gaulle bis zur Anschlussstelle 3 der Route nationale 43 zu folgen.
In Charleville-Mézières verlief die N 2043 zunächst von der Kreuzung mit der N 43 in südöstlicher, dann in südlicher Richtung weiter über die beiden Arme der Maas. Durch den Stadtteil Mohon wurde der Vence überquert. Im Gemeindegebiet von Villers-Semeuse endete die Strecke an der Anschlussstelle 8 der A 34.
Wenige Kilometer nordwestlich von Charleville-Mézières war die ca. einen Kilometer lange Ortsdurchfahrt von Tournes, die früher als N 43 beschildert war, von 1973 bis 2006 als N 2043 gewidmet.
Diese Strecken sind heute weitgehend alle als Route départementale 8043A eingestuft.

## Heutiger Streckenverlauf
Der heutige Streckenverlauf in Lyon (Région Auvergne-Rhône-Alpes) ist ein früherer Ast der Autoroute A 43, der heruntergestuft wurde. Er beginnt im Quartier Mermoz (verlaufsidentisch mit dem Verlauf der Avenue Jean Mermoz) und endet nach einem Kilometer an der Anschlussstelle 1 ("Bron-Parilly") der A 43 und Anschlussstelle 12 ("Route des Essarts") der D 383.